# Héctor Babenco
Héctor Eduardo Babenco (ur. 7 lutego 1946 w Mar del Plata; zm. 13 lipca 2016 w São Paulo) – brazylijski reżyser, scenarzysta, producent oraz aktor filmowy.

## Życiorys
Syn żydowskich emigrantów z Ukrainy i Polski, którzy osiedlili się w Argentynie. W wieku siedemnastu lat opuścił Buenos Aires. Umiejętności w branży filmowej nabywał w Europie, m.in. we Włoszech, gdzie statystował w rzymskim studio Cinecitta. Początkowo podejmował się produkcji filmów dokumentalnych na tematy społeczne. Po podróżach osiadł na stałe w São Paulo w Brazylii.
W 1973 zadebiutował filmem fabularnym Fabuloso Fittipaldi. Sukcesy międzynarodowe rozpoczął od filmu Pocałunek kobiety pająka (1985), który zdobył cztery nominacje do Oscara i statuetkę za najlepszą rolę męską dla najlepszego aktora Williama Hurta.
Członek jury konkursu głównego na 42. MFF w Cannes (1989), 55. MFF w Wenecji (1998) oraz na 51. MFF w Berlinie (2001).

## Filmografia

### Scenarzysta
- 1975 Król nocy (Rei da Noite)
- 1977 Lúcio Flávio, o Passageiro da Agonia
- 1981 Pixote: A Lei do Mais Fraco
- 1991 Zabawa w Boga (At Play in the Fields of the Lord)
- 1998 Promienne serce (Corazón iluminado)
- 2003 Carandiru (o wydarzeniach w więzieniu Ccarandiru)

### Reżyser
- 1973 O Fabuloso Fittipaldi
- 1975 Król nocy (Rei da Noite)
- 1977 Lúcio Flávio, o Passageiro da Agonia
- 1981 Pixote: A Lei do Mais Fraco
- 1984 A Terra é Redonda Como uma Laranja
- 1985 Pocałunek kobiety pająka (Kiss of the Spider Woman)
- 1987 Chwasty (Ironweed)
- 1991 Zabawa w Boga (At Play in the Fields of the Lord)
- 1998 Promienne serce (Corazón iluminado)
- 2003 Carandiru

### Aktor
- 1999 The Venice Project jako Danilo Danuzzi
- 2000 Zanim zapadnie noc (Before Night Falls) jako Virgilio Pinera
- 2005 There is no direction jako on sam

### Producent
- 1975 Król nocy (Rei da Noite)
- 1981 Pixote: A Lei do Mais Fraco
- 1987 Besame Mucho
- 1998 Promienne serce (Corazón iluminado)
- 2003 Carandiru

## Odznaczenia, nagrody i wyróżnienia
- 1977 Lúcio Flávio, o Passageiro da Agonia – Nagroda Publiczności na MFF w São Paulo
- 1985 Pocałunek kobiety pająka – udział w konkursie głównym na 38. MFF w Cannes
- 1986 Pocałunek kobiety pająka – nominacja dla najlepszego reżysera do Oscara
- 1998 Promienne serce – udział w konkursie głównym na 51. MFF w Cannes
- 2003 Carandiru – udział w konkursie głównym na 56. MFF w Cannes
- 2011 Order Zasługi dla Kultury (Brazylia)[4]